# نادي الحبانية
نادي الحبانية الرياضي هو فريق كرة قدم عراقي مقره في الحبانية، الأنبار، يلعب في الدوري العراقي الدرجة الثانية.

## روابط خارجية
- نادي الحبانية على موقع Goalzz.com
- أندية العراق - تواريخ التأسيس